# Omlenice
Omlenice (deutsch Groß Umlowitz) ist eine Gemeinde in Tschechien. Sie liegt drei Kilometer südwestlich von Kaplice und gehört zum Okres Český Krumlov.

## Geographie
Der Ort befindet sich in 675 m ü. M. im Südosten der Poluška-Berge. Durch Omlenice führt die Summerauer Bahn. Westlich des Dorfes erstreckt sich ein bewaldeter schmaler Höhenrücken, der weiter westlich zum Tal des Zdíkovský potok (Stiegesdorfer Bach) abfällt. Teil dieser Hügelkette ist der 759 m hohe Omlenický vrch, der Hausberg des Ortes.
Nachbarorte sind Omlenička, Blažkov und Podolí im Norden, Stradov und Kaplice im Nordosten, Malý Stradov im Osten, Horšov und Skoronice im Südosten, Zdíky und Bujanov im Süden, Michničky im Südwesten, Bočkov und Vracov im Westen sowie Výnězda im Nordwesten.

### Gemeindegliederung
Die Gemeinde Omlenice besteht aus den Ortsteilen Blažkov (Laschkles), Omlenice, Omlenička (Klein Umlowitz), Stradov (Strodau) und Výnězda (Winitz) sowie den Weilern und Einschichten Bočkov (Wutschko), Chudějov (Kuttau), Horšov (Horeschau), Krakovice (Krakowitz), Malý Stradov (Klein Strodau), Michničky (Bonnesdorf), Milíkov (Miligen), Podolí (Podolen) und Vracov (Wratzau). Grundsiedlungseinheiten sind Blažkov, Omlenice, Omlenička, Stradov, Vracov und Výnězda. Auf den Fluren liegen die Wüstungen Střelcův Dvůr (Unterberg) und Výnězdaská Pláň (Winitzer Plan).
Das Gemeindegebiet gliedert sich in die Katastralbezirke Omlenice, Stradov u Kaplice und Zahrádka u Omlenic.

### Nachbargemeinden
|                      | Střítež u Kaplice                           |         |
| Rožmberk nad Vltavou | Kompassrose, die auf Nachbargemeinden zeigt | Kaplice |
|                      | Bujanov                                     |         |

## Geschichte
Die erste Nachricht über Omlenicze stammt aus dem Jahre 1358, damit ist aber Omlenička gemeint. Zu dieser Zeit gehörte dieses Dorf zur Herrschaft Pořešín. 1363 kaufte Ješek von Voděrad das Dorf von Přibík von Pořešín und veräußerte es 1364 an Oldřich von Drochov weiter. Unter der Herrschaft der Familie von Drochov, die bis 1465 andauerte, entstand die Feste Omlenička. Unter Johann Friedrich von Weidlingen wurde 1656 der Badebetrieb aufgenommen. Zu den weiteren Besitzern gehörten ab 1709 Johann Anton von Nütz, der die Feste zum Schloss umbauen, das Bad erweitern und eine Kapelle errichten ließ, und sein Nachfolger Josef Gundakar Graf Türheim.
Seit der Mitte des 16. Jahrhunderts ist auch die Existenz des südlich gelegenen Dorfes Omlenice belegt, das zwischen verschiedenen Grundherrschaften und dem Klarissenkloster in Krumau aufgesplittert war. Seit 1590 gehörte Omlenice größtenteils zur Grundherrschaft Omlenička. Ab 1720 ist der Name Groß Umlowitz belegt.
1722 entstand die Barockkirche in Klein Umlowitz, die bis 1739 Filialkirche der Pfarrei Kaplitz war und dann zur Pfarrkirche für Groß Umlowitz, Klein Umlowitz, Hodenitz, Laschkles, Roiden, Unterberg, Wieden, Winitz, Wolluben, Wratzau und Wutschko erhoben wurde. 1778 verkaufte Maria Dominika von Türheim die Grundherrschaft Klein Umlowitz an das Kloster Hohenfurth. 1829 zerstörte ein Großfeuer Klein Umlowitz, dabei brannte auch der Kirchturm aus. 1883 wurden Pfarramt und Kirche der Verwaltung des Klosters unterstellt.
Bis ins 20. Jahrhundert bestand in Klein Umlowitz Kurbetrieb. Die eisenhaltigen Wasser wurden für die Heilung von Magen- und Darmkrankheiten genutzt. Daneben galt der Ort auch als klimatischer Kurort und wurde von Badegästen aus Böhmen und Österreich aufgesucht.
Nach der Gründung der Tschechoslowakei 1918 zogen viele deutsche Einwohner ins benachbarte Österreich. 1921 lebten in der Gemeinde Groß Umlowitz 1055 Menschen, davon waren 958 Deutsche und 97 Tschechen. 1930 betrug die Einwohnerzahl nur noch 527, davon 425 Deutsche, 96 Tschechen, 1 Pole und 5 andere Ausländer. 1939 hatte Groß Umlowitz 500 Bewohner.

## Sehenswürdigkeiten

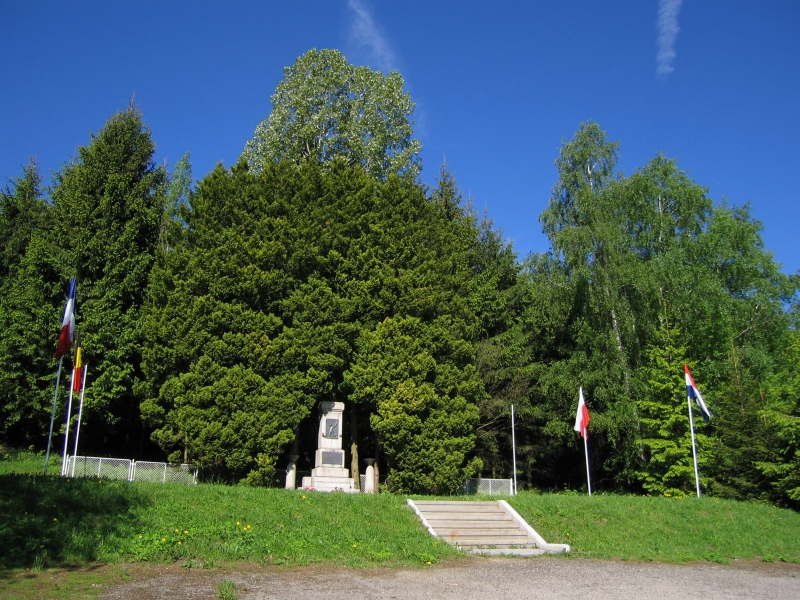
Mahnmal

- Im Wald westlich des Dorfes befindet sich das Mahnmal společný hrob transportu smrti für 64 Tote eines KZ-Transportes aus Auschwitz nach Mauthausen vom Januar 1945
- Kirche des Hl. Johannes von Nepomuk in Omlenička, 1722 erbaut
- Schloss Omlenička, 1727 an Stelle der alten Feste errichtet

## Söhne und Töchter der Gemeinde
- Josef Jungwirth (* 1933 in Ober Hodenitz; † 16. Dezember 1995 in Göppingen), Dichter